# Dammen in Suriname
Dammen is in Suriname een sport die waarschijnlijk al in de 17e eeuw werd gespeeld. Als georganiseerde sport kwam het na de Tweede Wereldoorlog op. In 1952 werd de Surinaamse Dambond opgericht. Op 2 augustus 1968 werd voor het eerst de Damwereld uitgegeven. Dit wordt gezien als het eerste sportblad van een Surinaamse sportbond. Later volgden meer bonden dit voorbeeld. Het Wereldkampioenschap dammen van 1988 werd in Paramaribo georganiseerd. In 2019 werd het Denksport Centrum in Paramaribo geopend.

## Geschiedenis

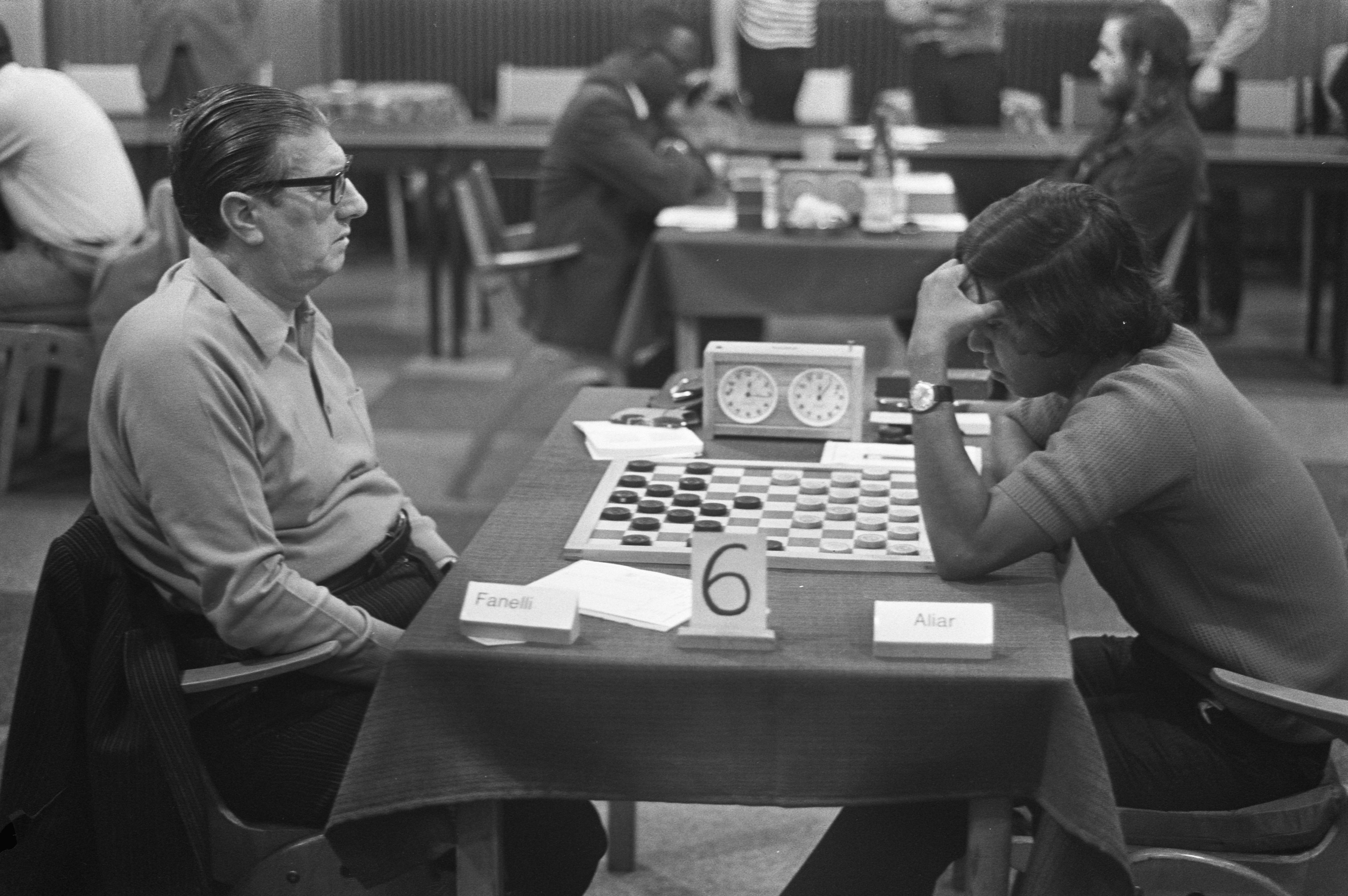
Waldo Aliar (rechts) tegen Edmondo Fanelli tijdens het WK dammen van 1972

Het dammen werd waarschijnlijk met de komst van de Nederlandse kolonisten (1667) in Suriname geïntroduceerd. Zo werd in de Surinaamsche Courant in 1834 dammen als een mogelijk tijdverdrijf vermeld. Tot en met de Eerste Wereldoorlog is er echter nog geen sprake van een georganiseerde sport. Tussen 1920 en 1924 werd er in het openbaar gedamd aan de Saramaccastraat en de Heiligenweg in Paramaribo. Ook waren er in de jaren twintig damtoernooien.
Op 7 april 1952 werd de Surinaamse Dam Bond opgericht; op dat moment waren er drie damverenigingen in Suriname. Dit gebeurde in het huis van Charles Nieleveld aan de Costerstraat 18; Nieleveld was in 1950 de voorzitter van Ontwaak geworden, de tweede damvereniging die in Suriname was opgericht. Nieleveld werd zelf ondervoorzitter. De oprichting van de bond maakte het mogelijk om landskampioenschappen de organiseren.

### Deelname van vrouwen
Dammen onder vrouwen kwam in de jaren zestig mondjesmaat op in Nederland en eerste Nederlandse en wereldkampioenschappen voor vrouwen kwamen begin jaren 1970 van de grond. Op papier gold hetzelfde in Suriname, waar in 1961 de eerste dames-damvereniging werd opgericht. Rond de jaren 1990 speelden in Suriname vroege damsters als Mireille Hoepel-Sumter en Carmen Amatredjo. Ze speelden tijdens kampioenschappen met de heren mee en vormden zo een voorbeeld voor anderen. Redenen waarom weinig vrouwen dammen zouden volgens Amatredjo drukke werkzaamheden, de vermoeiende meerdaagse toernooien en de late wedstrijdavonden zijn, waardoor een partner er dan geen toestemming voor zou kunnen geven of het gevaarlijk kan zijn om als vrouw alleen over straat te lopen.
Tijdens het voorzitterschap van Rudi Azimullah tot 2010 werden clubs gedwongen om ten minste één vrouw voor clubkampioenschappen in te schrijven. Veel clubs slaagden hier echter niet in waardoor het onmogelijk bleef om in Suriname een speciaal kampioenschap voor vrouwen op te zetten. In 2008 namen een vijftal Surinaamse meisjes deel aan het Pan-Amerikaans Jeugdkampioenschap voor meisjes en in 2010 vond een junior kampioenschap meisjes plaats en sinds 2012/2013 zijn er meisjeskampioenschappen U-20 gespeeld, waarbij het aantal aanmeldingen het risico vormt of wedstrijden doorgaan. Opkomende talenten in deze jaren zijn de zussen Cathleen Wielzen en Deborah Egers. Volgens hun moeder zou hun deelname aan de denksport te merken zijn in hun schoolresultaten. Met Franklin Todie als voorzitter  traden in februari 2022 voor het eerst in de geschiedenis van de Surinaamse Dambond twee vrouwen aan in het nieuwe bestuur: Judith Obino (ondervoorzitter) en Henna Vreugd (commissaris). Opnieuw heeft meisjes- en vrouwendammen extra aandacht.

## Toernooien
In 1980 en 1997 vond in Suriname het Pan-Amerikaans kampioenschap dammen plaats, in 1976 de Cup van Amerika en in 1988 het wereldkampioenschap. Op nationaal niveau hebben (onder meer) de volgende toernooien plaatsgevonden:
- Surinaams kampioenschap dammen (1952-heden)
- Srefidensi Open (2008-2017)
- Roethof Open (2012-2016)

## Internationale Grootmeesters
De volgende Surinaamse dammers werden benoemd tot Internationaal Grootmeester dammen:
- Eduard Autar (1986)
- Guno Burleson (2018)